# Křestní svíčka

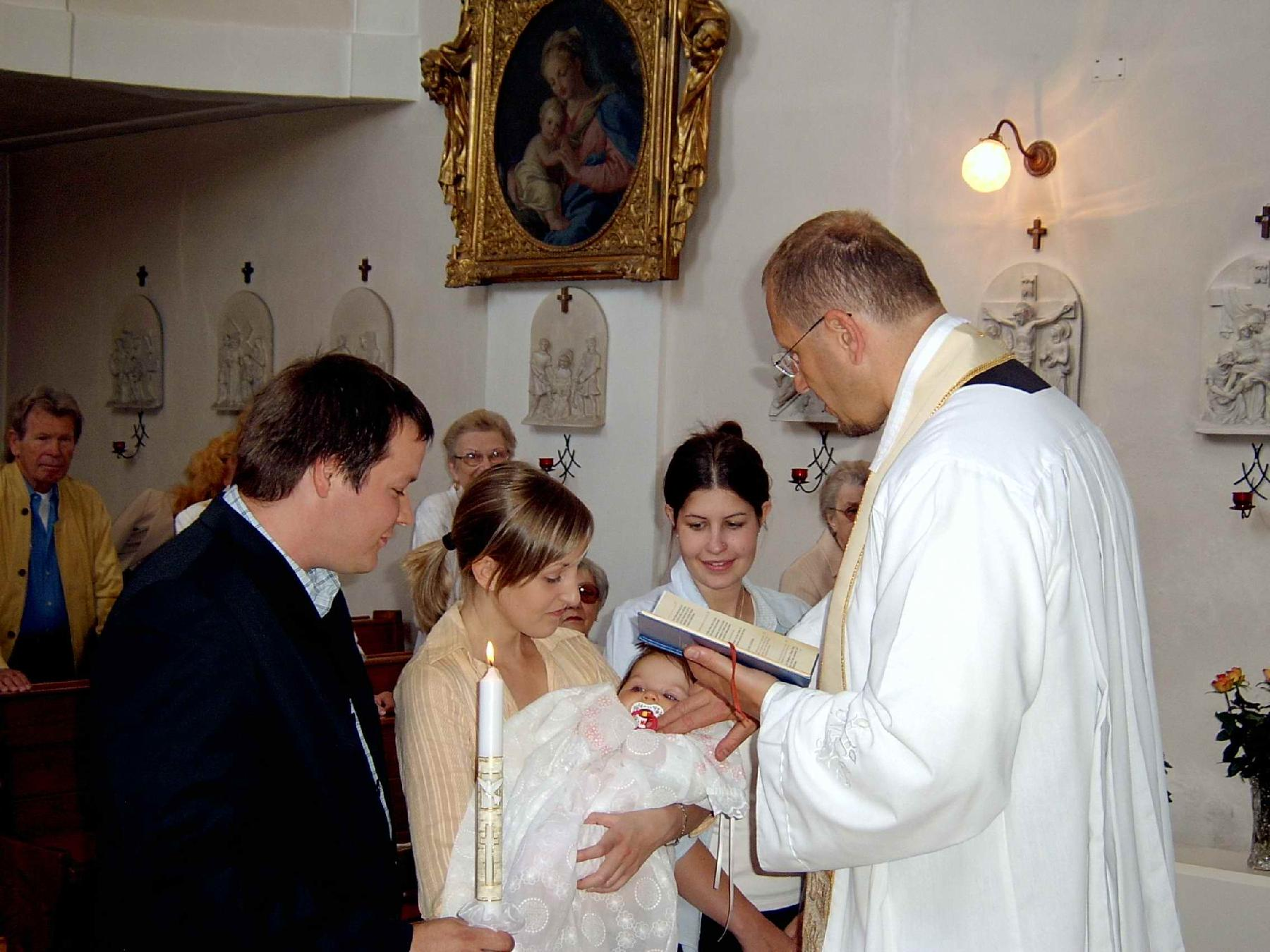
Hořící křestní svíčka při křtu dítěte v římskokatolické církvi

Křestní svíčka je tradiční prvek v křesťanské tradici. Poprvé je zapalována při křtu křtěnce. Podruhé při jeho prvním svatém přijímání. Potřetí při biřmování. Křestní svíčka by se podle této tradice měla nechat dohořet u lože umírajícího. Můžeme tedy říci, že tělo této svíčky symbolizuje život křesťana. Svíčka je zapálena v okamžiku, když jeho (duchovní) život začíná. Zkracuje se v okamžicích, když svůj život prožívá a dohořívá v okamžiku, když jeho pozemský život končí.
Tradiční velikost křestní svíčky v České republice je asi tato: délka cca jeden loket, průměr jeden palec.